# Luigi Masferrer Vila
Luigi Masferrer Vila C.M.F., in spagnolo Luis Masferrer Vila (Torelló, 9 luglio 1912 – Barbastro, 15 agosto 1936), è stato un religioso spagnolo, martirizzato a Barbastro durante la Guerra civile spagnola e venerato come beato dalla Chiesa cattolica.

## Biografia
Nacque a Torelló in Catalogna il 9 luglio 1912 in una famiglia contadina, aveva sei fratelli. Il padre morì quando Luigi aveva tre anni e sua madre dovette accollarsi l'onere del sostentamento di tutta la famiglia. Dopo poco tempo, ella si sposò con il fratello del defunto marito e alla prole si aggiunsero altri fratellini. Luigi era un bambino di carattere pacifico, curioso ed interessato allo studio. Ma nel contempo era anche molto vivace ed era pronto a seguire gli amici nei giochi nei prati e in campagna. Un giorno salirono su un albero e Luigi cadendo rimase privo di sensi per qualche minuto. Si riprese senza conseguenze se non quella di essersi lacerato un labbro.
Lo iscrissero alla scuola dei padri Maristi, dove Luigi studiò con buon profitto. Sin da molto giovane espresse il desidero di essere missionario. Quando suo cugino, José Vila, entrò nel postulantato claretiano di Vic, Luigi che allora aveva otto anni chiese di seguirlo. Il marito di sua madre ritenne di parlargli e gli disse che questa scelta poteva sembrare attraente, ma che era colma di difficoltà, di studio e di sacrificio.
Luigi considerò questi consigli, ma insistette e così la madre qualche anno più tardi lo accompagnò a Vic dove lo accolse il padre Jaime Girón, futuro martire nella stessa persecuzione. Era l'anno 1923 e Luigi aveva 11 anni.
Da Vic si spostò a Cervera per studiare un anno in quella città. Quindi, tornò a Vic per frequentare il corso di latino, e poi si spostò ancora a Cervera per terminare gli studi. Emise i voti il 15 agosto del 1929.
Benché Luigi fosse portato per lo studio, non tralasciava di compiere piccoli lavori manuali di carpenteria, di elettricità o di legatoria. Aveva una profonda vita interiore, e un'infaticabile abnegazione al dovere. All'avvento della Repubblica si trovava nella casa claretiana di Solsona. In una delle sue lettere, considerava il deteriorarsi del clima sociale e si lamentava dell'ignoranza religiosa che stava pervadendo il paese. Si spostò ancora a Cervera per il corso di teologia. Qui lavorò come giardiniere e come responsabile "filatelico" per le missioni. Terminò gli studi a Barbastro nel corso 1935-36 e ricevette l'ordinazione sacerdotale il 19 aprile del 1936.
Nel luglio del 1936, allo scoppio della guerra civile, il seminario venne assaltato e perquisito dalle milizie anarchiche col pretesto di cercare delle armi. Insieme agli altri confratelli, Luigi venne arrestato e rinchiuso nel salone degli atti accademici della scuola degli Scolopi.
Firmò la lettera di offerta alla Congregazione con queste parole:
(Luis Masferrer Vila, Firma sulla lettera di offerta alla Congregazione)

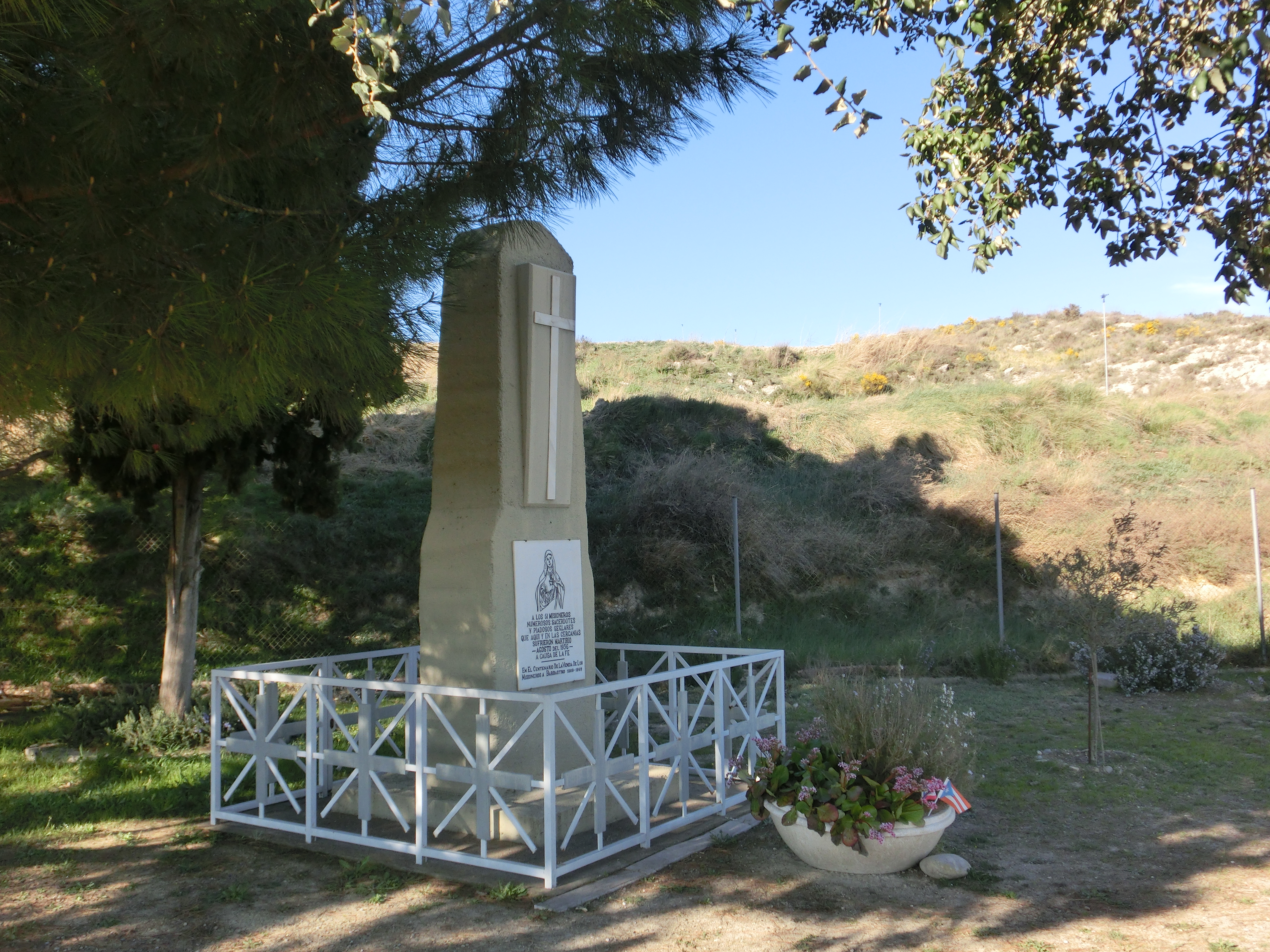
Monumento funebre nel luogo della fucilazione

Fece parte del quarto e ultimo gruppo di claretiani di Barbastro che subirono il martirio e provvidenzialmente rimase l'unico sacerdote presente nel gruppo. Divenne così il superiore di quella comunità decimata. Benché sconvolto dalle uccisioni dei confratelli avvenute prima della sua, poté amministrare il sacramento della riconciliazione e dare forza ai seminaristi.
In quei giorni vergò su involucri di cioccolato queste parole rivolte alla famiglia:
Insieme a 19 suoi confratelli, il padre Luigi Masferrer Vila è stato fucilato nelle prime ore del 15 agosto 1936 sul ciglio di una strada fuori città. I loro corpi sono stati gettati in una fossa comune nel cimitero di Barbastro, ricoperti di calce e di terra. 
Nel 2013 è uscito un film che narra le vicende di quei drammatici giorni intitolato Un Dio vietato per la regia di Pablo Moreno.

## Culto

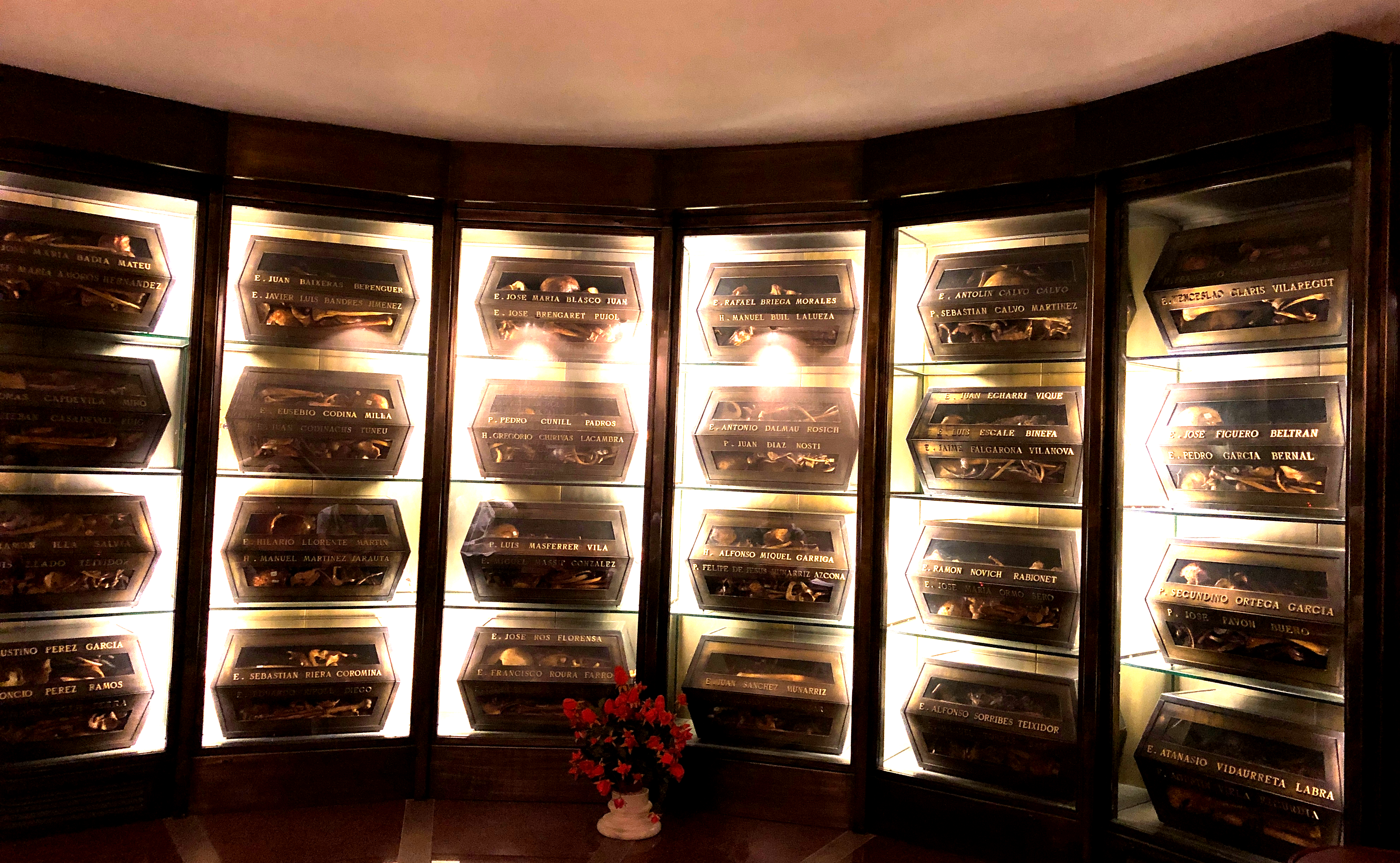
Cripta ubicata sotto all'altare della chiesa annessa al museo dei martiri Claretiani di Barbastro

Dopo la guerra i resti dei martiri furono riesumati e, grazie a delle medagliette metalliche cucite sulle loro tonache, è stato possibile risalire ai nomi delle singole persone. I resti sono composti in teche e si possono oggi venerare nella cripta della chiesa annessa al museo.
Il 20 maggio 1947 nella diocesi di Barbastro si aprì il processo informativo circa il martirio che si chiuse il 23 settembre 1949. L’8 febbraio 1961, invece, fu promulgato il Decreto sugli scritti. La dichiarazione di validità del processo, con Decreto del 9 febbraio 1990, portò alla trasmissione della “Positio super martyrio” alla Congregazione delle Cause dei Santi nello stesso anno.
A seguito della riunione della commissione teologica che si tenne il 4 febbraio 1992 e di quella dei cardinali e vescovi della Congregazione si arrivò, il 7 marzo 1992, alla promulgazione del Decreto sul martirio. La beatificazione avvenne a Roma, ad opera di Giovanni Paolo II, il 25 ottobre 1992.
La Chiesa cattolica lo ricorda il 15 agosto.